# A Bird on a Poire
Albums de Jean-Louis Murat
Lilith
(2003) Mockba
(2005)
A Bird on a Poire est un album musical de Jean-Louis Murat sorti en 2004.
Le titre de l’album fait écho à celui de la chanson de Leonard Cohen Bird on the Wire mais ferait aussi référence aux Trois morceaux en forme de poire d’Erik Satie. 
L’album aux tonalités pop est essentiellement composé de duos avec la chanteuse d'Elysian Fields, Jennifer Charles. Fred Jimenez (ex-bassiste des A.S. Dragon) signe toutes les compositions, les arrangements ainsi que les chœurs; il y joue de tous les instruments, excepté batterie, tambourin (Stéphane Reynaud), trompette (Raphaël Anker) et cordes (Marie-Emeline Charpentier à l'alto...). Construit comme un concept-album, A Bird on a Poire constitue une histoire filée, évoquant la rencontre amoureuse et éphémère (mais fictive) des deux interprètes.

## Titres
| No  | Titre                               | Chant                              | Durée |
| --- | ----------------------------------- | ---------------------------------- | ----- |
| 1.  | Mirabelle Mirabeau                  | Jean-Louis Murat, Jennifer Charles |       |
| 2.  | Monsieur craindrait les demoiselles | Jennifer Charles                   |       |
| 3.  | Le temps qu'il ferait               | Jean-Louis Murat, Jennifer Charles |       |
| 4.  | A bird on a poire                   | Jean-Louis Murat, Jennifer Charles |       |
| 5.  | Mashpotétisés                       | Jean-Louis Murat                   |       |
| 6.  | Gagner l'aéroport                   | Jean-Louis Murat                   |       |
| 7.  | French kissing                      | Jean-Louis Murat, Jennifer Charles |       |
| 8.  | Une orgie de sainteté               | Jean-Louis Murat, Jennifer Charles |       |
| 9.  | Tu n'auras pas le temps             | Jean-Louis Murat                   |       |
| 10. | Elle était venue de Californie      | Jean-Louis Murat, Jennifer Charles |       |
| 11. | Petite luge                         | Jean-Louis Murat, Jennifer Charles |       |
| 12. | L'anéantissement d'un cœur          | Jean-Louis Murat, Jennifer Charles |       |